# Rhizoctonia oryzae-sativae
Rhizoctonia oryzae-sativae är en svampart som först beskrevs av Sawada, och fick sitt nu gällande namn av Mordue 1974. Rhizoctonia oryzae-sativae ingår i släktet Rhizoctonia och familjen Ceratobasidiaceae.   Inga underarter finns listade i Catalogue of Life.